# Joe Dodoo
Joseph „Joe“ Dodoo (* 29. Juni 1995 in Kumasi) ist ein englisch-ghanaischer Fußballspieler auf der Position des Außenstürmers.

## Karriere

### Verein
Joe Dodoo wurde im Jahr 1995 in Kumasi, Ghana geboren. Als Achtjähriger kam er ins englische Nottingham und wuchs bei seiner Großmutter auf. Seine Fußballkarriere begann er 2008 in der Jugend von Leicester City. Am 25. August 2015 gab Dodoo sein Profidebüt für die Foxes in der zweiten Runde des Ligapokals gegen den FC Bury bei dem ihm ein Hattrick beim 4:1-Erfolg gelang. Vier Tage später gab er sein Debüt in der Premier League gegen den AFC Bournemouth. Ansonsten war er regelmäßig in der Reservemannschaft des Vereins aktiv. Im November 2015 wurde Dodoo für einen Monat an den FC Bury verliehen, für den er vier Drittligaspiele absolvierte und dabei einen Treffer gegen Burton Albion erzielte. Im Juli 2016 wechselte Dodoo für eine Ablösesumme von 250.000 £ von Leicester zu den Glasgow Rangers und unterschrieb einen Vierjahresvertrag. Im August 2017 wurde er für ein halbes Jahr an Charlton Athletic verliehen. Im September 2019 wurde sein Vertrag bei den Glasgow Rangers aufgelöst. Einen Monat später unterschrieb er bei den Bolton Wanderers. Ab 2020 folgten Stationen bei Zweitligist Keçiörengücü in der Türkei, Wigan Athletic, Doncaster Rovers und seit November 2022 steht er beim Drittligisten Burton Albion unter Vertrag.

### Nationalmannschaft
Am 5. März 2013 absolvierte Dodoo ein Testspiel für die englische U-18-Nationalmannschaft gegen Belgien. Bei der 0:1-Auswärtsniederläge in La Louvière wurde er von Trainer Noel Blake in der 60. Minute für Jordon Ibe eingewechselt.